# Akebia longeracemosa
Akebia longeracemosa är en narrbuskeväxtart som beskrevs av Jinzô Matsumura. Akebia longeracemosa ingår i släktet akebior, och familjen narrbuskeväxter. Inga underarter finns listade i Catalogue of Life.

## Bildgalleri

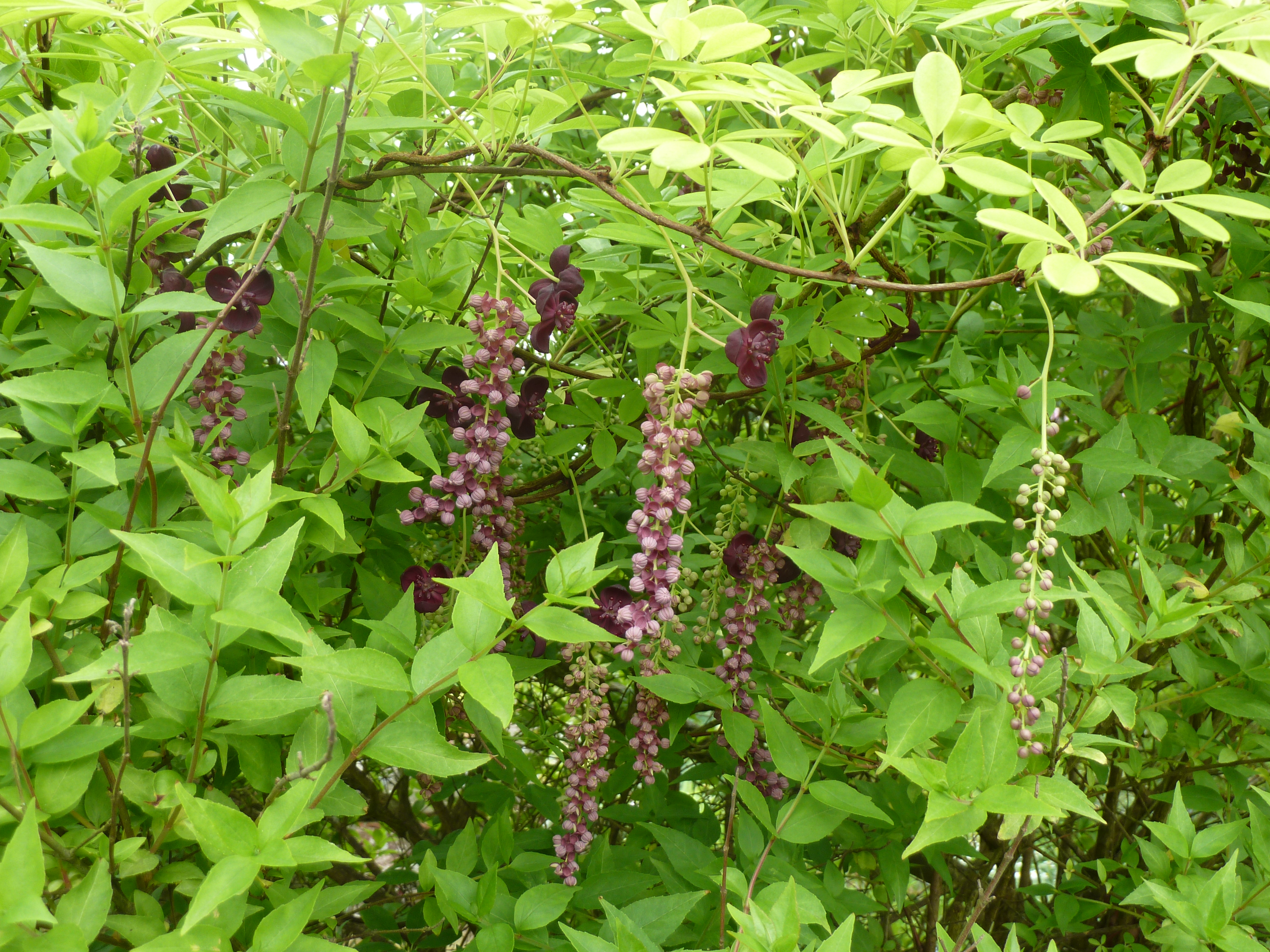
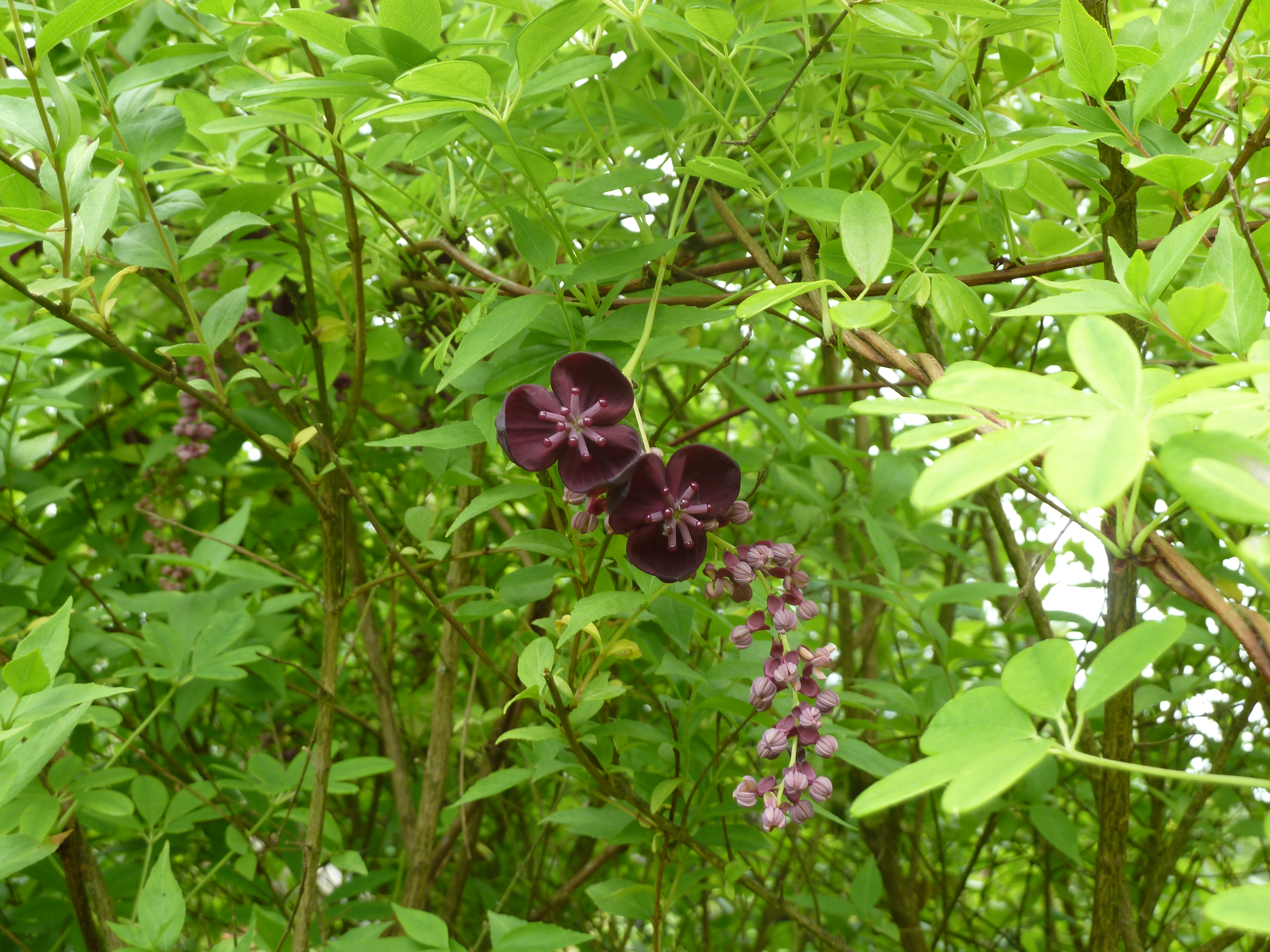